# Robert C. Miller
Pour les articles homonymes, voir Robert Miller et Miller.
Le colonel Robert C. Miller de la US Air Force (1920-1998), est un météorologue américain ayant été un pionnier de la prévision des orages violents. Il est particulièrement connu pour avoir émis, avec son collègue E. J. Fawbush, la première prévision de tornade couronnée de succès en 1948. Il est l'auteur de plusieurs études sur le sujet et d'un manuel pratique de techniques de prévisions.

## Jeunesse
Robert C. Miller est né en 1920 à Los Angeles, Californie. Il développa jeune un intérêt pour la science et les mathématiques et rêvait de devenir professeur dans ces matières. En 1939, il entre au Los Angeles Junior College (LAJC), un établissement d'éducation post-secondaire. Il transfère ensuite au Occidental College en 1941 afin d'obtenir son baccalauréat en sciences (B.Sc.). Deux professeurs l'influencent particulièrement, soit Harry Kirkpatrick en physique et Henry Diekmann en mathématiques. Le premier a un intérêt pour l'océanographie physique et utilise souvent des exemples tirés de ce milieu ce qui orientera plus tard le jeune Miller vers les sciences de la Terre.
Miller avait à peine terminé son premier semestre à Occidental que les États-Unis entraient en guerre. À l'été 1942, il décida de repousser ses études et s'enrôla dans la US Army Air Force (USAAF). D'abord affecté à des tâches manuelles, comme les cuisines, dans un camp en Illinois, il se porta candidat pour l'école de prévision météorologique pour l'aviation militaire de Grand Rapids (Michigan) quand il remarqua une annonce à ce sujet par hasard. Comme les candidats devaient avoir une excellente vision et qu'il portait des verres correcteurs puissants, il dut s'y reprendre à plusieurs fois pour être admis : le docteur le laissant passer de guerre lasse.

## Officier météo
Le brigadier-général H. M. McClelland, directeur des services techniques de l'USAAF, avait été convaincu par son voyage en Grande-Bretagne de la nécessité de former un grand nombre d'officiers en météorologie pour les nécessités de la guerre. Il prévoyait qu'au moins 1 500 de ceux-ci seraient nécessaires pour juin 1943 et qu'il faudrait en avoir plus de 10 000 en 1945. Comme il n'y avait qu'un total de 377 météorologues en 1940 aux États-Unis, la plupart travaillant pour le US Weather Bureau (maintenant le National Weather Service), un comité présidé par Carl-Gustaf Rossby chargea cinq universités (le California Institute of Technology, l’université de Chicago, le Massachusetts Institute of Technology, l’université de New York et l’université de Californie à Los Angeles) et une école militaire à Grand Rapids de former les cadets.

### Formation
Le cours de neuf mois débuta aux universités le 16 mars 1942 et à l'école militaire le 4 janvier 1943. Il s'adressait à des élèves officiers de l’USAAF et de la US Navy qui deviendraient lieutenant s'ils passaient le diplôme et serait ensuite envoyés sur les différents théâtres d'opérations. Robert Miller fit partie de la première fournée de 586 élèves à Grand Rapids. Le curriculum de l'école était plus orienté vers les aspects pratiques de la prévision météorologique, ce qui entrait en conflit avec les vues de Rossby et des universités mais ses gradués se sont forgé une excellente réputation dans le domaine. En septembre 1943, Miller gradua avec 266 autres cadets et fut immédiatement envoyé à la base aérienne March à Riverside en Californie pour commencer sa carrière d’officier météo.
Deux semaines plus tard, il est muté en Nouvelle-Guinée néerlandaise. Ayant encore peu d'expérience et se retrouvant dans un climat tropical peu familier, il doit beaucoup de son apprentissage aux soldats et sous-officiers météo sur place. En fait, ce climat est encore à ce moment peu étudié théoriquement et la prévision repose énormément sur l'expérience et la reconnaissance des situations météorologiques. Durant deux années, dans cette région il acquiert une bonne expérience des phénomènes orageux qui feront sa réputation plus tard.

### Première prévision de tornade

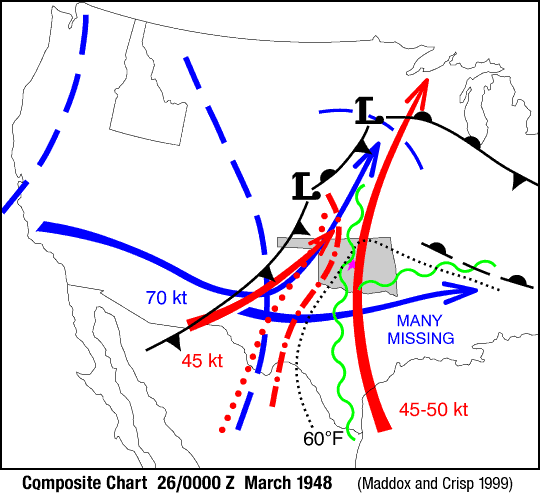
Reproduction des données de la première prévision de tornade avec succès le 26 mars 1948 à 00h TU. On voit les éléments favorables au déclenchement d'orages :
1) Courant-jet d'altitude(flèches bleues)
2) Courant-jet de bas niveau (flèches rouges)
3) Creux barométrique d'altitude (tiretés bleus)
4) Fronts et Dépressions (noirs)
5) Langue d’humidité (zig-zags verts)
6) Axe de maximum de température à 850 hPa (ligne de points rouges)
7) Ligne d'orages (ligne tiretées avec points en rouge)
(source : archives de NOAA)

Revenu aux États-Unis en décembre 1945 après la fin de la guerre dans le Pacifique, Miller doit décider de son avenir. Il pouvait retourner aux études à Occidental, rentrer à la maison et reprendre le commerce de portes et fenêtres de son père ou rester dans l’USAAF. Il décide de rester sous les drapeaux et est affecté à la base aérienne de Fort Benning à Columbus (Géorgie). À l'automne 1947, il devait être muté comme aide-instructeur de météorologie synoptique à l’université de Californie à Los Angeles (UCLA) mais ses ordres furent changés pour travailler à la base aérienne McChord de Tacoma (Washington) puis à la base Tinker en Oklahoma au début de 1948.
Le 20 mars 1948, une tornade frappe directement la base de Tinker et cause les plus importants dégâts pour un tel phénomène en Oklahoma à ce moment. Miller, devenu capitaine, et le major Ernest Fawbush révisent les conditions météorologiques de ce jour-là et celle d'une autre tornade importante en 1947 pour le rapport d'enquête. Ils trouvent des similarités dans les conditions thermodynamiques de la masse d'air et la configuration de la circulation atmosphérique. Ils sont également au courant de travaux dans ce domaine par Albert K. Showalter et J. R. Fulks à propos des orages violents.
Le 25 mars 1948, des conditions similaires se retrouvent encore une fois dans la région de Tinker. Miller et Fawbush sont certains de la possibilité de tornade mais hésitent car jamais un tel phénomène n'a été prévu avec succès et même le US Weather Bureau a comme politique de ne pas envoyer d’alerte météorologique de tornade, seulement des alertes d’orages violents. Mis au courant du risque et du sérieux de leur analyse, le commandant de la base de Tinker les encouragea à envoyer l’alerte,. La prévision se révéla exacte et la base fut encore une fois touchée à 18h locale (26 mars à 02h TU). La nouvelle de cette première alerte de tornade exacte s'est rapidement répandue et a rendu les deux prévisionnistes célèbres.

### Centre de prévision du temps violent
Cet événement fut le déclencheur de la mise sur pied d’un vaste réseau de recherche et prévision des orages violents aux États-Unis. Fawbush et Miller reçurent rapidement le mandat de prédire la possibilité de tornades dans tout le centre des États-Unis pour la US Air Force (qui remplaça la USAAF en 1947). Ils furent chargés trois ans plus tard d’un centre de prévision du temps violent, le Severe Weather Warning Center (SWWC), pour toutes les bases militaires des États-Unis du continent. Malgré les résultats probants des méthodes de Miller et Fawbush (102 tornades rapportées sur 156 alertes en 1951), le US Weather Bureau continua longtemps d’émettre des alertes d'orages violents mais pas de tornades sur les mêmes secteurs que le SWWC, considérant que la technique n'était pas assez scientifique. Malgré tout, le Weather Bureau de Kansas City utilisa parfois les alertes du SWWC pour son secteur sans mentionner la provenance ce qui provoqua la colère de Miller et causa chez lui une profonde aversion envers le Bureau.
Ces résultats se répandant dans la population, le gouvernement créa malgré tout en mars 1952 un organisme expérimental inter-armes et civil (le Weather Bureau-Army-Navy ou WBAN) pour la prévision des orages violents à la population en général. Le 17, les prévisionnistes de ce centre émirent leur premier bulletin de prévision mentionnant la possibilité de tornade et le 22 mai, le WABN devint officiel sous le nom de Weather Bureau Severe Weather Unit (SWU). Ce centre changera de nom pour Severe Local Storms (SELS) en 1953 et est maintenant connu comme le Storm Prediction Center.
Cependant, le SWWC continua à fonctionner sous la direction de Miller qui raffina graduellement ses critères d'analyse. La compétition entre les deux organismes et l'aversion de Miller pour le Bureau fit qu'il ne publia que peu de documents à propos de la prévision des orages violents durant les années 1950. Il voulait garder les secrets du SWWC pour les militaires. Au début des années 1960, il fut forcé par ses supérieurs de rédiger un manuel de ses techniques et de son modèle conceptuel de la convection atmosphérique. Celui-ci ne parut finalement qu'en 1967 sous le titre « Notes on analysis and severe-storm forecasting », après qu'il avait quitté le service en 1965 mais alors qu'il y travaillait encore comme conseiller civil,.

## Retour au civil
Le 28 février 1965, après 23 ans dans les forces armées, Robert C. Miller prend sa retraite. Il ne quitte pas la météorologie militaire pour autant. Après une période de 6 mois, il revient au Military Weather Warning Center (WMMC), nouveau nom du SWWC. En effet, il avait une entente avec le département de la Défense stipulant qu'il serait engagé par le MWWC comme chef météorologiste civil mais les règles contre les conflits d'intérêts spécifiaient ce délai d'attente. Il a passé cette période comme météorologiste principal au SELS, malgré ses problèmes avec le Weather Bureau, et à finaliser la rédaction de son manuel.
Le MWWC fut intégré au Air Force Global Weather Central (AFGWC), le quartier-général de la prévision météorologique de la US Air Force, en 1969. Miller devint le chef scientifique du AFGWC chargé de la formation du personnel à la prévision des orages violents et au développement de cartes informatiques facilitant l’application de ses méthodes. Il n'a cependant jamais vu l'utilisation des ordinateurs du point de vue du développement de modèles de simulation des orages ni de prévision numérique du temps.
En septembre 1976, il quitta finalement le service du gouvernement et devint un consultant pour divers sociétés de météorologie. Il se concentra sur des sujets toujours reliées aux orages violents. En particulier, il travailla pour une filiale de General Electric pour le traitement des données de satellites météorologiques pour la NASA. Il revint brièvement comme prévisionniste au gouvernement fédéral en 1980-81 avant de prendre définitivement sa retraite.
Il termina sa vie à Laurel (Maryland) à travailler à temps partiel pour le plaisir dans un magasin de fournitures pour passe-temps et à donner des conférences. Il fut contraint au lit par la maladie les quatre dernières années de sa vie et décéda en 1998.

## Personnalité
Robert C. Miller fut un excellent analyste, prévisionniste et enseignant dans sa discipline. Son caractère a cependant été fortement influencé par sa formation militaire très stricte. Il était de caractère bouillant et peu diplomate. Conservateur dans sa pensée, il ne permettait pas à ses étudiants de déroger de la technique qui avait ses preuves. Miller a eu de la difficulté à intégrer les travaux plus théoriques de chercheurs, comme Tetsuya Théodore Fujita, et les simulations numériques dans ses méthodes.